# Alpinia officinarum
La galanga o  galanga menor (Alpinia officinarum) es una especie fanerógama de la familia Zingiberaceae.

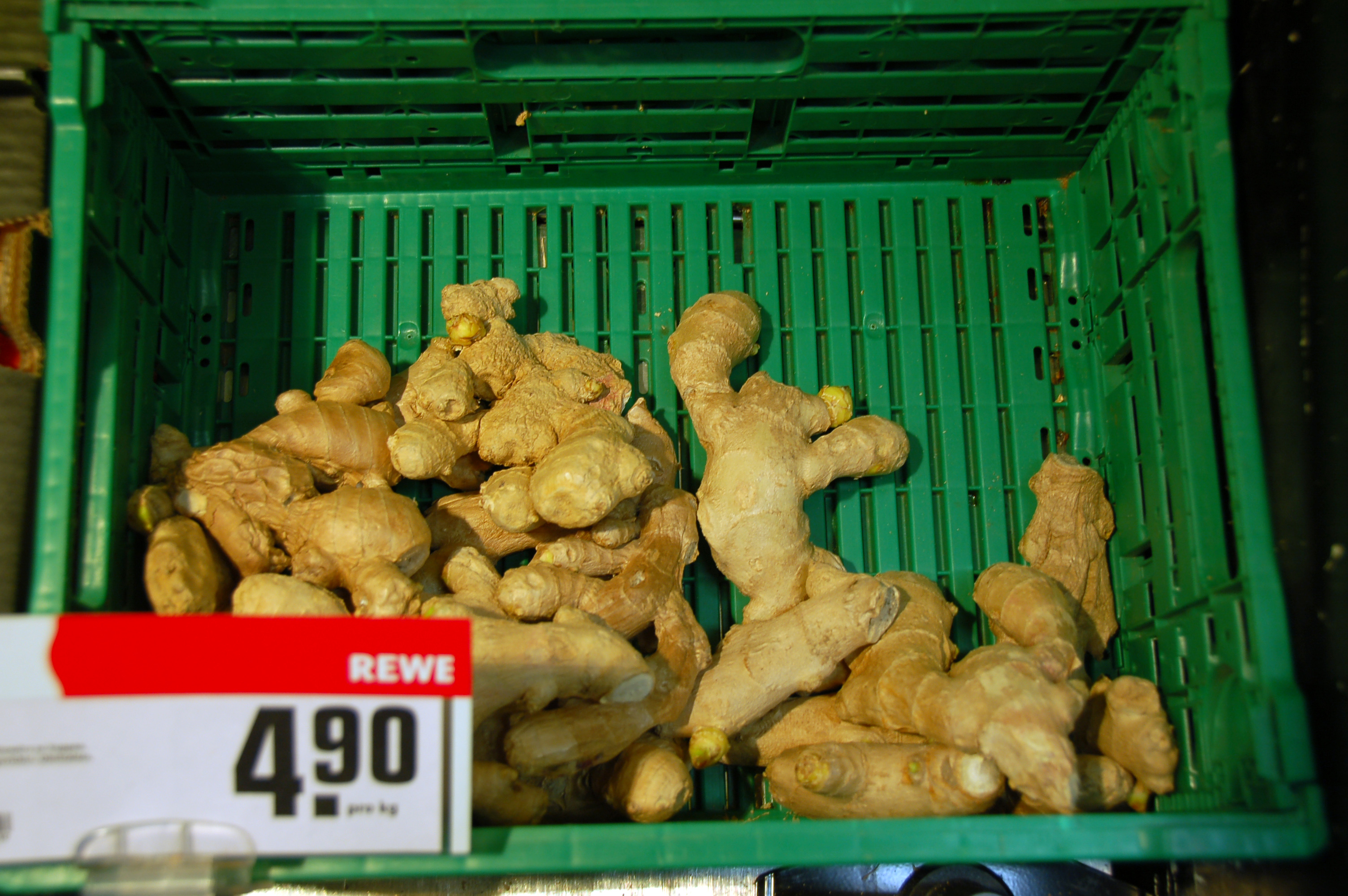
Dispuesto para la venta

## Descripción
Es una planta herbácea perenne con tallo erecto que alcanza 50-120 cm de altura. Rizoma nudoso de color marrón-rojizo con bandas circulares de color más claro, está cubierto de escamas, es semejante al jengibre y tiene sabor picante. Las hojas son de 30 cm de largo, son alternas, lanceoladas y enteras. Las flores son blancas con venas color rosa y se agrupan en una densa panícula terminal de hasta 30 cm de largo, tiene cáliz superior tubular, corola blanca con 3 lóbulos. El fruto es una cápsula con tres valvas.

## Distribución
Es natural de Tailandia y de China (Hainán).

## Propiedades
El rizoma de Alpinia officinarum contiene sustancias tóxicas para el ser humano, cuando son utilizadas en alimentos o complementos alimenticios.

## Taxonomía
Alpinia officinarum fue descrita por Henry Fletcher Hance y publicado en Journal of the Linnean Society, Botany 13: 6–7. 1873. 
Alpinia
officinarum: epíteto latíno que significa "medicinal, de venta en herbarios"
Sinonimia
- Languas officinarum (Hance) Farw.[3]